# Homonota horrida
Homonota horrida — вид геконоподібних ящірок родини Phyllodactylidae. Мешкає в Парагваї і Аргентині. 

## Поширення і екологія
Homonota horrida живуть в сухих, відкритих місцевостях, порослих чагарниками, зокрема в пампі, чако і еспіналі, трапляються в людських поселеннях. Ведуть нічний спосіб життя, а вдень ховаються серед скель і каміння. Живляться комахами.